# Klass (pel·lícula de 2007)
Klass (literalment en català, "Classe") és una pel·lícula estoniana produïda i dirigida per Ilmar Raag sobre l'assetjament escolar, que es va estrenar el 15 de març de 2007 a Coca-Cola Plaza de Tallinn. És protagonitzada per Vallo Kirs i Pärt Uusberg com a Kaspar i Joosep respectivament, un alumne nou i un alumne que pateix bullying. La pel·lícula té una seqüela anomenada "Klass: Elu pärast" (en català Classe: Per a la vida) de set episodis, que va sortir el 6 de novembre de 2010. La pel·lícula es basa en la massacre de l'Escola Secundària de Columbine.

## Argument
Joseph és un estudiant de secundària intimidat per tota la seva classe. Quan un noi nou, Kaspar, arriba a la classe, intenta protegir Joseph, però també s'estén a intimidar-lo. "A la nostra classe, ningú està protegit per Joseph, és clar?" diu Anders, el cap dels matons. Amb el temps, el matrimoni va travessar la frontera i els nois decideixen pagar. Obtenen armes i organitzen tiroteigs a l'escola. Abans d'arribar a la policia, Joseph es mata, mentre que Kaspar, sense poder suïcidar-se, esperarà que la policia es rendeixi.

## Repartiment
- Pärt Uusberg com a Joosep: era un jove introvertit, tímid, amb rostre de tristesa i serietat. Pels seus companys és l'estrany de la clase. Joosep no pot defensar-se ni dir res quan està a punt de ser maltractat pels matons. Kaspar ha obtingut la possibilitat de llançar-se, i en els primers dies, s'ha explicat amb l'establiment de la protecció dels matons, però després s'ha de carregar de la mateixa manera. Se suicida d'un tret al cap.
- Vallo Kirs com a Kaspar: un dels joves que el vol defensar. Sent llàstima per Joosep. El líder dels matons, Anders, l'obliga a que deixi de defensar-lo.
- Lauri Pedaja com a Anders: és el líder dels matons i enemic rancorós de Joosep. És cregut, fanfarró, i el més burleta. Quan Kaspar defensa Joosep colpejant Anders amb una cadira, aquest li diu que deixi de defensar-lo. Kaspar continua defensant Joosep, cosa que fa que Anders iniciï una xafarderia qüestionant la seva sexualitat. És assassinat per Joosep i Kaspar.
- Paula Solvak com a Thea: va ser la xicota de Kaspar, trenca amb ell després que Kaspar comença a defensar Joosep causa del que li puguin fer els seus companys. En el tiroteig rep un tret a l'esquena, però aconsegueix sobreviure.
- Mikk Mägi com a Paul: és el millor estudiant de la classe. Sol ser el que planeja les cruels bromes que reben Joosep i Kaspar. Mor assassinat d'un tret al cap per part de Kaspar després que intentés desarmar Joosep.
- Riina Ries com a Riina: era la millor amiga de Thea. Mor assassinada per Joosep d'un tret a l'estómac.
- Joonas Paas com a Toomas: és el millor amic d'Anders i un dels matons. Sempre acompanya Anders en totes les seves malifetes i li riu les gràcies. Al final, es dona a entendre que mor a mans de Joosep d'un tret a l'estómac però en la continuació Klass: Elu pärast, es veu que va sobreviure quedant paralític i penedint-se de tot el mal que va fer.
- Kadi Metsla com a Kati: és una de les alumnes de la classe. Sol riure de les bromes que fan Anders i els altres a Joosep i sovint participa deixant anar el típic "comentari graciós". És una de les supervivents de la classe, ja que no va ser assassinada en el tiroteig que van organitzar Joosep i Kaspar.
- Triin Tenso com a Kerli: és una de les alumnes de la classe. És una noia gòtica. És també marginada pels seus companys i de vegades rep bromes molestes per part d'ells, però a ella no sembla importar-li. És una altra de les supervivents de la classe, ja que, abans del tiroteig que van organitzar Kaspar i Joosep, Kaspar li va permetre anar-se'n, potser per compassió, ja que ella també era una marginada.
- Karl Sakrits com a Olav: és un dels alumnes de la classe i també un dels matons. Mor assassinat d'un tret al cap per part de Joosep.
- Virgo Ernits com a Tiit: és un dels alumnes de la classe i també un dels matons. Al final, es dona a entendre que mor a mans de Joosep d'un tret a l'estómac, però en la continuació Classe: El Final, es veu que va sobreviure.
- Laine Mägi com a un company de classe
- Leila Säälik com a l'àvia de Kaspar
- Margus Prangel com al pare de Joosep
- Tiina Rebane com a la mare de Joosep
- Merle Jääger com al professor d'història
- Marje Metsur com al professor de literatura
- Kaie Mihkelson com a director d'escola

## Rebuda
El 2007, la pel·lícula va reunir 28.900 espectadors a les sales estonianes.
Actualment té un índex d'aprovació del 89% entre els usuaris de Rotten Tomatoes

## Premis i nominacions
El 2007, la pel·lícula va rebre dos prestigiosos premis del 42a Festival Internacional de Cinema de Karlovy Vary i tres premis del Festival Internacional de Cinema de Varsòvia. La pel·lícula també va ser la presentació oficial d'Estònia a la millor categoria de pel·lícules en llengua estrangera dels premis Oscar de parla no anglesa.
El juny del 2008, la pel·lícula va guanyar dos premis en el programa oficial de la competició del Festroia International Film Festival: el premi especial del jurat per al Silver Dolphin i el jurat del SIGNIS.
Al programa dels Estats Units de Brooklyn, onzè film, el director de cinema i guionista Ilmar Raag va guanyar el premi al millor escenari.

## Invocacions polítiques
Des que es va publicar la pel·lícula, dos tirotejos a l'escola han tingut lloc a Finlàndia: la massacre a l'institut de Jokela i la massacre a l'institut de Kauhajoki. En l'anàlisi dels dos esdeveniments, la pel·lícula ha estat plantejada com a il·lustració per part dels columnistes i altres experts dels mitjans de comunicació.